# سد کواگوگازیکلوف
سد کواگوگازیکلوف (به لاتین: Kwaggaskloof Dam) یک سد در آفریقای جنوبی است که در کیپ غربی واقع شده‌است.